# Klima- og miljødepartementet
Das Klima- og miljødepartementet (kurz KLD; deutsch: Klima- und Umweltministerium) ist das norwegische Ministerium für Klima und Umwelt. Es wurde 1972 unter dem Namen Miljøverndepartementet (deutsch: Umweltschutzministerium) gegründet. Den heutigen Namen trägt es seit 2014. Seit Oktober 2023 ist Andreas Bjelland Eriksen von der Arbeiderpartiet Klima- und Umweltminister Norwegens.

## Geschichte
Am 8. Mai 1972 wurde das Miljøverndepartementet während der Regierungszeit der Regierung Bratteli I gegründet. Erster Minister wurde Olav Gjærevoll von der sozialdemokratischen Arbeiderpartiet. Zum 1. Januar 2014 wechselte der Name des Ministeriums auf Klima- og miljødepartementet. Dabei wurde der Bereich für Klima und Wälder vom Außenministerium an das Klima- und Umweltministerium übertragen. Zudem fällt der Emissionsrechtehandel nun in die Aufgaben des Ministeriums. Zuvor lag dies im Verantwortungsbereich des Finanzministeriums.

## Organisation
Das Ministerium ist in fünf Fachabteilungen sowie eine Pressestelle und ein Vorzimmer unterteilt. Die fünf Fachabteilungen sind die Meer- und Verunreinigungsabteilung, die Klimaabteilung, die Kulturerbeabteilung, die Naturverwaltungsabteilung und die Organisationsabteilung. Unter dem Minister stehen drei Staatssekretäre. Dem Klima- og miljødepartementet nachgestellt sind die Artsdatabanken, das Staatsunternehmen Enova, das Meteorologisk Institutt, die Umweltbehörde Miljødirektoratet, der Norsk kulturminnefond, das Norwegische Polarinstitut, der für den Klimaschutz in Spitzbergen zuständige Svalbards miljøvernfond und der Riksantikvaren.

## Minister
Im Oktober 2023 übernahm Andreas Bjelland Eriksen das Amt des Klima- und Umweltministers von Espen Barth Eide.